# Myersiohyla loveridgei
Espèce
Synonymes
- Hyla loveridgei Rivero, 1961
- Hyla ginesi Rivero, 1963

Statut de conservation UICN

 NT  : Quasi menacé
Myersiohyla loveridgei est une espèce d'amphibiens de la famille des Hylidae.

## Répartition
Cette espèce est endémique de l'État d'Amazonas au Venezuela. Elle se rencontre à environ 900 m d'altitude sur le Cerro Duida,.

## Étymologie
Cette espèce est nommée en l'honneur de l'herpétologiste Arthur Loveridge.

## Publication originale
- Rivero, 1961 : Salientia of Venezuela. Bulletin of the Museum of Comparative Zoology, vol. 126, p. 1-207 (texte intégral).